# 김진모
김진모(1998년 11월 24일~)는 대한민국의 농구 선수이다. 현재 대구 한국가스공사 페가수스에 소속 중이며, 2021년도에 데뷔를 하였다.